# آمار بوکویچ
آمار بوکویچ (کرواتی: Amar Bukvić؛ زادهٔ ۱۰ ژوئن ۱۹۸۱) بازیگر، بازیگر سینما، و بازیگر تلویزیون اهل کرواسی است. وی از سال ۲۰۰۳ میلادی تاکنون مشغول فعالیت بوده‌است.